# Noblesse oblige
Noblesse oblige [ ejtése: noblessz oblízs ], magyarul „a nemesség kötelez”, („a név kötelez” formában is). Francia mondás a 18. századból, mely a nemesi viszonyok között volt értelmezhető, de átvitt jelentéssel ma is használatos. Eredeti jelentése: A nemest társadalmi rangja arra kötelezi, hogy nemes, erényes módon viselkedjen, és példát mutasson a többi rendnek. Mai, köznyelvi használata (általában tréfás, önironikus vagy sznob jelleggel): Bizonyos (vezető) társadalmi pozíciókban az embernek illik nemes, példamutató módon viselkednie.

## Jelentése
Noblesse oblige  szófordulatot a 18. században de Lévis herceg udvari nevelője mondta ki először. Ennek értelmében a nemest társadalmi állása arra kötelezi, hogy nemes és előkelő módon viselkedjen és példát mutasson a többi rendnek. A kifejezés a nemesi (és lovagi) erények egyfajta tömör foglalatának tekinthető, a nemesi rend értékközvetítő és -teremtő funkcióját emeli ki a társadalomban, melynek lényege a szolgálat.
Korabeli és későbbi kritikusai szerint a mondás a gőg, a hiúság, egoizmus kifejezője. A mondás mögött álló felfogás védelmezői szerint a nemesi erények lényege éppen az egoizmus elutasítása és az önzetlenség erkölcsi normájának hangsúlyozása, mert a nemest szerencséje és társadalmi állása az önfeláldozásra kötelezi, nem az egyéni jólét elérésére vagy a tunya tétlenségre.
A nagyrészt nemesekből álló máltai lovagoknál ezt az elvet Krisztus és a kevésbé szerencsés emberek szolgálata fejezi ki, főleg a betegek, fogyatékosok, menekültek, száműzöttek, hajléktalanok és általában minden nélkülöző ellátása.

## „A név kötelez” forma használata
Magyar nyelven „A nemesség kötelez.” mellett elterjedt „A név kötelez.” forma is. Ez esetben a név, mint „nemesi név” értendő: a rangos, (fő)nemesi családnév pl. gróf Esterházy, Wesselényi stb. kötelez a nemes viselkedésre. A mai magyar köznyelvben ezt a formát elterjedten, tévesen használják a más jelentésű „Nomen est omen.” szállóige magyar fordításaként.

## Írásos előfordulása
A noblesse oblige kifejezés írásban elsők között az 1808-ban megjelent, Maximes et réflexions sur differents sujets de morale et de politique című könyvben volt olvasható, a szerző Pierre Marc Gaston Duc de Lévis (Der Duden in zwölf Bänden, 12. kötet). 